# 호기심이 고양이를 죽인다
《호기심이 고양이를 죽인다》(好寄害死猫, Curiosity Kills The Cat)는 중국에서 제작된 장 이바이 감독의 2006년 스릴러 영화이다. 후준 등이 주연으로 출연하였다.

## 출연

### 주연
- 후준
- 유가령
- 리아오판
- 린유안
- 송가

## 기타
- 출품인: 호기명
- 출품인: 우신휘
- 프로듀서: 하건민
- 프로듀서: 소징
- 미술: 황인규